# 戈爾登貝爾特鎮區 (堪薩斯州林肯縣)
戈爾登貝爾特鎮區（英語：Golden Belt Township）為美國堪薩斯州林肯縣轄下的鎮區。2010年美国人口普查中此鎮區人口有40人。

## 地理
戈爾登貝爾特鎮區涵蓋總面積為93.7平方（36.16平方英里），其中陸地面積為93.6平方（36.13平方英里），水域面積為0.078平方（0.03平方英里）或0.08%。海拔高度534（1,752英尺）。

## 人口統計
根據2010年美國人口普查，戈爾登貝爾特鎮區人口有40人，其中男性有21人，女性有19人，人口密度為每平方公里0.43人，住房計28戶。鎮區內的白人有40人，非裔美國人有0人，美洲原住民有0人，亞裔美國人有0人，太平洋島裔美國人有0人，其他種族有0人，混血種族則有0人。此外鎮區內有0人為西班牙裔或拉丁裔美國人。此鎮區之年齡中位數為56.3歲，而男性年齡中位數為57.5歲，女性年齡中位數為55.8歲。